# Moÿ-de-l'Aisne
Moÿ-de-l'Aisne (pronuncia /mɔi.dø.lɛn/) è un comune francese di 1 021 abitanti situato nel dipartimento dell'Aisne della regione dell'Alta Francia. Moÿ-de-l'Aisne è uno dei quattro comuni francesi con una Ÿ (Y sormontata da dieresi nel loro nome, gli altri tre sono Aÿ-Champagne, L'Haÿ-les-Roses e Faÿ-lès-Nemours. La sua pronuncia è « Mo-i » API).

## Società

### Evoluzione demografica
Abitanti censiti